# Зъбово
Зъбово (изписване до 1945 година: Зѫбово; на македонска литературна норма: Зубово) е село в община Ново село на Северна Македония.

## География
Зъбово се намира в Струмишкото поле, на надморска височина от 207 метра, в непосредствена близина на мястото, където реката Водочница се влива в реката Струмица.

## История
Местността, в която е разположено селото има формата на зъб, откъдето и идва името му.
Споменато е в грамота от 1332 година. Селото се споменава под името Зубово в грамота на Иван и Константин Драгаш, датирана около 1378 година. Селото три пъти мени местоположението си: първоначално е в местността Колибите, след това в местността Барите и най-после в местността Двата потока.
През XIX век селото е чисто българско. Селото е турски чифлик, а след това е продадено на семейството Караманолци. Църквата „Свети Георги“ е от 1852 година. В „Етнография на вилаетите Адрианопол, Монастир и Салоника“, издадена в Константинопол в 1878 година и отразяваща статистиката на населението от 1873 година, Забово (Zabovo) е посочено като село с 60 домакинства, като жителите му са 215 българи. Според статистиката на Васил Кънчов („Македония. Етнография и статистика“) от 1900 година селото е населявано от 390 жители, всички българи християни.
В началото на ΧΧ век цялото село е под върховенството на Цариградската патриаршия. По данни на секретаря на Българската екзархия Димитър Мишев („La Macédoine et sa Population Chrétienne“) през 1905 година в Зъбово има 496 българи патриаршисти гъркомани. Там функционира гръцко училище. През Втората Балканска война селото е запалено от местните гъркомани – патриаршисти, които масово се изселват в Гърция, а на тяхно място идват българи – екзархисти, бягащи от гръцките репресии на юг.
Според преброяването от 2002 година селото има 648 жители.
| Националност     | Всичко |
| северномакедонци | 646    |
| албанци          | 0      |
| турци            | 0      |
| роми             | 0      |
| власи            | 0      |
| сърби            | 0      |
| бошняци          | 0      |
| други            | 2      |

## Личности
Родени в Зъбово
- Ангел Милошев (около 1866 – ?), български революционер от ВМОРО, четник на Никола Жеков[7]
- Ангел Узунов (Άγγελος Ουζούνης), деец на гръцката пропаганда в Македония[8]